# 実話時代
『実話時代』（じつわじだい）は、三和出版から2019年9月号まで発行されていた実話誌。主にヤクザ記事を特集。
なお、1931年（昭和6年）創刊の同名雑誌（実話時代社発行、文武道発売）があるが、直接的関係のない別雑誌である。

## 概要
創刊は1985年（昭和60年）。創刊時の初代編集長は酒井信夫。その後、実話時代の編集は獨歩舎に移り最終号まで行われた。
内容はヤクザ社会の動きのルポ、組幹部へのインタビュー記事、任侠物ノンフィクション劇画、風俗情報などで構成されている。 また、溝下秀男、森田健介の連載はいずれも単行本化されている。かつて同誌の編集部員で現在もヤクザ業界を取材し続けている鈴木智彦は「実話誌は抗争を追わなくなったし、ヤクザの対一般人の犯罪まで肯定するようになった。組事務所にカメラを入れる代わりに批判記事を書けなくなる等癒着が酷い」と度々指摘している。
兄弟誌『実話時代BULL』は2010年3月号を最終号とし休刊。 
福岡県では他社の実話誌とともに有害図書の指定を受けた。
『実話時代』は2019年9月号（第35巻第9号通巻410号）をもって完結、兄弟誌『実話時代BULL』通巻190号とあわせて計600号であった。『別冊実話時代』は通巻12号発売された。